# 常梦锡
常梦锡（898年—958年），字孟图，扶风人，一说京兆府万年县（今陕西省西安市）人。
常梦锡幼年好学，在岐王李茂贞属下为秦州、陇州从事。李茂贞死后，儿子李从曮即位，承制任命常梦锡为宝鸡县令。後唐长兴年间，常梦锡跟随李从曮入朝，因为左右诋毁，他南奔杨吴。徐知诰任用他为大理司直。随至金陵，为观察推官。徐知诰受禅，建立南唐。任命他为殿中侍御史、礼部员外郎。李昪（徐知诰）见他有见识，任命他入值中书省，进位给事中。当时枢密院在东省，常梦锡参与机密。他因为南唐继承出身藩镇的杨吴，皇帝事无巨细，管理太多，应该恢复唐朝的旧制。又说宋齐丘、陈觉、冯延巳、魏岑都是小人，不当任用。多次规劝在东宫的太子李璟。李璟即位，想要任用常梦锡为翰林学士，宋齐丘因为常梦锡不依附他，让他出任池州判官。宋齐丘出镇後，李璟召回常梦锡，历任户部郎中、谏议大夫、翰林学士。复设宣政院，由常梦锡主持。后来魏岑为枢密副使，勾结冯延巳，常梦锡与他们论争不胜，罢宣政院，常梦锡只担任翰林学士。于是他称病纵酒，很少参与朝会。鍾謨、李德明再次推荐常梦锡，李璟任命常梦锡为户部尚书、知省事。常梦锡认为自己被小人推荐，非常不高兴。他没有儿子，女婿王继沂主持家务。有人说王继沂和常梦锡的妻妾有私，常梦锡出其妻妾，奏贬王继沂到虔州。冯延巳为相，贬他为饶州团练副使。常梦锡因醉得病，李璟可怜他，任命他为东都留守。周宗劝他戒酒治病，他听从。李璟召他为卫尉卿、吏部侍郎、学士。交泰元年，与客人谈话时，忽然去世，时年六十一岁。几个月后，宋齐丘倒台，李璟叹道：“梦锡平生欲去齐丘，恨不使见之。”追赠右仆射，谥号康。